# Новое (Лозовский район)
Новое (укр. Нове), посёлок, 
Царедаровский сельский совет,
Лозовский район,
Харьковская область.
Код КОАТУУ — 6323985507. Население по переписи 2001 года составляет 91 (45/46 м/ж) человек.

## Географическое положение
Посёлок Новое примыкает к селу Царедаровка, в 5 км от города Лозовая.
Рядом проходит железная дорога, станция Гражданский.

## История
- 1929 — дата основания.